# Joseph Binder (Designer)
Joseph Binder (* 3. März 1898 in Wien, Österreich-Ungarn; † 25. Juni 1972 in Wien) war ein österreichischer Grafikdesigner.

## Leben

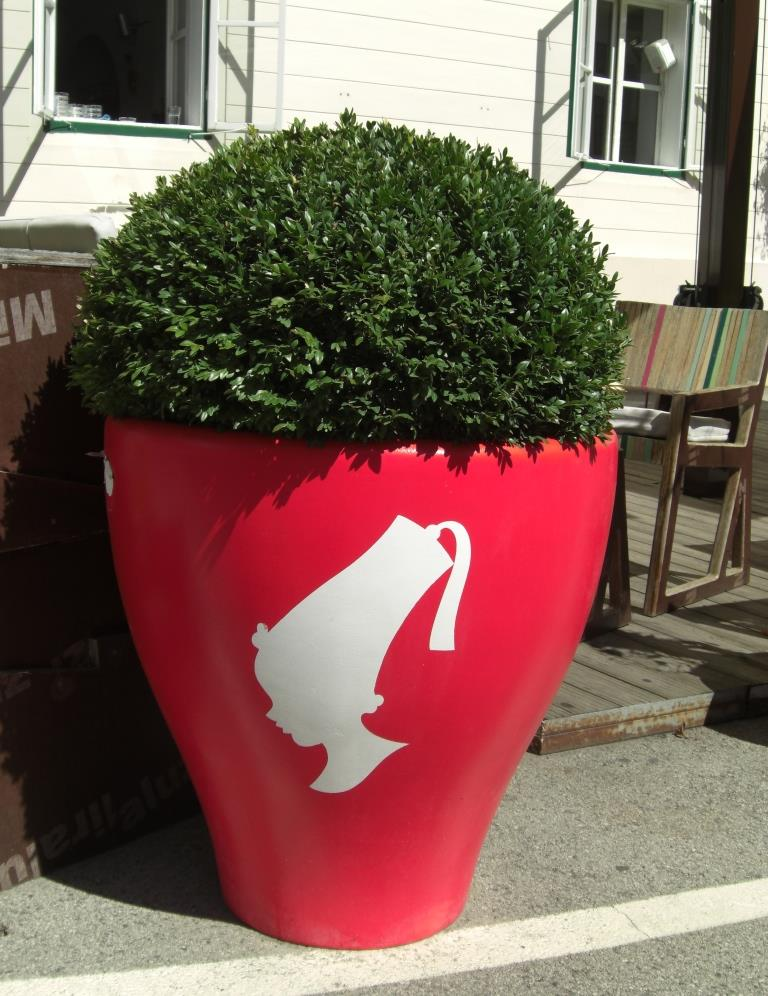
Der „Meinl-Mohr“ auf einer Straße in Zagreb

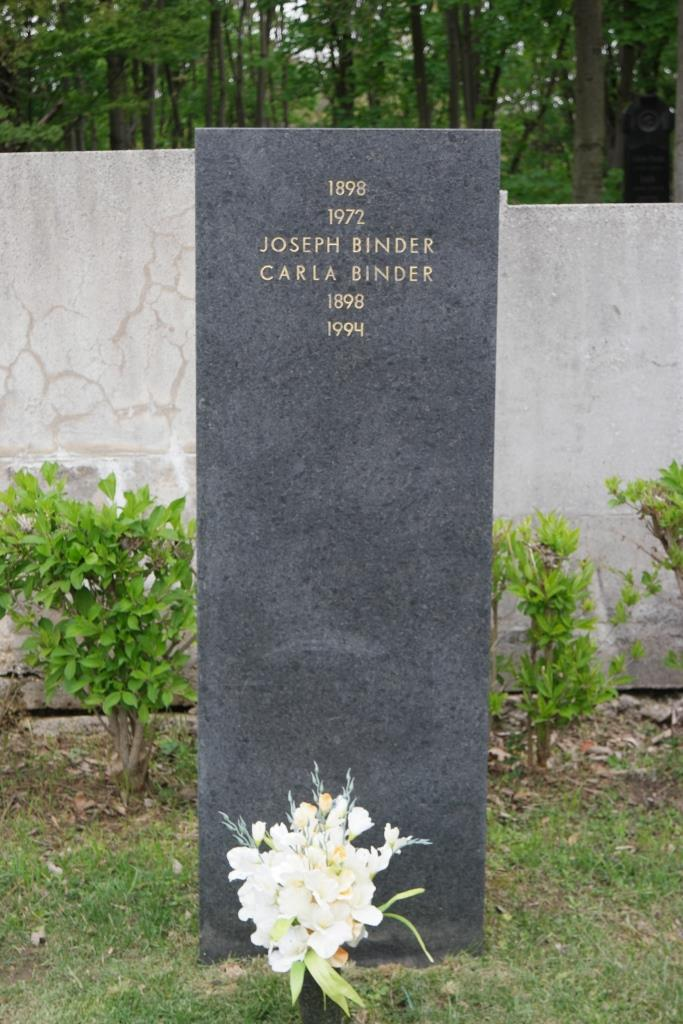
Grab Joseph Binders auf dem Wiener Zentralfriedhof

Joseph Binder machte ab 1912 eine Druckerlehre und besuchte die Scheffer-Malschule. 1916 wurde er eingezogen. 1920 begleitete er Alexander Korda zu Filmarbeiten nach London. Von 1922 bis 1926 studierte Joseph Binder Malerei an der Kunstgewerbeschule in Wien bei Berthold Löffler. Er gründete 1921, parallel zu seiner Ausbildung, gemeinsam mit Elisabeth (Lilly) Auböck, Adolf Streit und Friedrich Tauber das nach den Gründungsmitgliedern benannte Grafikatelier ESBETA, das er 1924 als Atelier Joseph Binder – Wiener Graphik weiter führte.
Mit Aufträgen von Meinl, Persil, Arabia Kaffee und mit Fremdenverkehrsplakaten etablierte Binder sich als einer der führenden Gebrauchsgrafiker Österreichs.
In den späten 1930er Jahren zog es ihn in die Vereinigten Staaten. 1934 unterrichtete er in den USA und brachte sein Buch Colour in Advertising heraus. Nach seiner endgültigen Emigration 1938 richtete er in New York ein neues Studio ein.
1938 gewann er den ersten Preis des Plakatwettbewerbs für die „New York World’s Fair“. Einer seiner wichtigsten Auftraggeber war dabei die US Navy, die ihn 1948 als Art Director engagierte und für die er bis 1963 tätig blieb.
Als Ehrengast und „leader in graphic contemporary design“ wurde Joseph Binder gemeinsam mit Frank Lloyd Wright („greatest architect of all time“) anlässlich einer Gala-Nacht des „Art Directors Club Chicago“ im Jahr 1948 angekündigt.
1963 beendete Binder seine Karriere als Grafikdesigner und widmete sich von nun an der sogenannten „Freien Kunst“.

### Joseph Binder Award
Seit 1996 wird in Österreich jährlich der Joseph Binder Award von designaustria ausgeschrieben. In diesem internationalen Design-Wettbewerb werden in zwei Kategorien Preise und Auszeichnungen vergeben: die Gestaltungsbereiche Grafik-Design & Illustration (2D) im eigenständigen Wettbewerb sowie Raumgestaltung (3D) als Kategorie im Rahmen des Adolf Loos Staatspreises Design im Bereich Produkt-Design.